# Volmar Johan Silfversparre
Volmar Johan Silfversparre, född den 4 augusti 1780 på Lidhem i Väckelsångs socken, Kronobergs län, död den 14 juli 1855 i Växjö, var en svensk militär. Han var far till Salomon August Silfversparre.
Silfversparre blev som spädbarn sekundadjutant vid Kronobergs regemente, 1801 löjtnant där och 1806 transporterad till stabslöjtnant vid Kalmar regemente. Han befordrades till kapten i armén 1807, till andre major vid Älvsborgs regemente 1809 och till överstelöjtnant i armén 1813. Silfversparre beviljades överstes avsked 1821. Han bevistade åren 1805–1807 som brigad- och stabsadjutant fälttåget i Tyskland och därunder belägringen av Stralsund liksom 1813 och 1814 fälttågen i Tyskland och Norge samt var från juli månad sistnämnda år till krigets slut kommenderad som stabschef hos generalen friherre Elof Rosenblad. Silfversparre ägde sedan faderns död 1818 Ingelstad i Östra Torsås socken. Han blev riddare av Svärdsorden 1814.